# Herpestomus impressus
Herpestomus impressus là một loài tò vò trong họ Ichneumonidae.